# إديث ماي غوردون
إديث ماي غوردون (بالإنجليزية: Edythe Mae Gordon)‏ هي كاتِبة وشاعرة أمريكية، ولدت في 1897 في واشنطن العاصمة في الولايات المتحدة، وتوفيت في 1980.